# Windows Media Audio
Windows Media Audio aussi appelé WMA est un format propriétaire de compression audio développé par Microsoft. Le format WMA offre la possibilité de protéger dès l’encodage les fichiers de sortie contre la copie illégale par une technique nommée gestion des droits numériques (ou GDN, ou DRM en anglais).
Le format existe sous quatre formes :
- le WMA Standard, le premier à être sorti, le plus répandu sur Internet et le seul à être lisible sur de nombreux baladeurs numériques ;
- le WMA Pro, théoriquement de meilleure qualité mais bien moins répandu ;
- le WMA Lossless qui offre une qualité sonore identique à l’original, un concurrent à des formats sans perte comme Monkey’s Audio ou Flac ;
- le WMA Voice, spécialement destiné à l’encodage de la voix et ce, à faible débit (inférieurs ou égaux à 20 kbit/s).

Le Standard et le Pro sont capables de coder en débit constant (Constant bitrate - CBR) ou en débit variable (VBR). Le lossless (meilleure qualité) est totalement orienté VBR.
Avec le WMA encodé en mode VBR, on trouve les niveaux de qualité VBR 98, 90, 75, 50, 25, 10. Les chiffres n’ont aucun rapport avec le débit. C’est en fait le pourcentage de qualité « théorique » par rapport au fichier original, mais il s’agit uniquement d’un repère arbitraire.
- 98 correspond environ à un CBR de 256 - 320 kbit/s ; qualité irréprochable.
- 90 correspond environ à un CBR de 160 - 192 kbit/s ; qualité excellente.
- 75 correspond environ à un CBR de 128 kbit/s ;          qualité bonne.
- 50 correspond environ à un CBR de   96 kbit/s ;          qualité moyenne.

CBR 320 kbit/s : qualité irréprochable ; tout comme le CBR 256 kbit/s ;
CBR 192 kbit/s : qualité excellente ;
CBR 160 kbit/s : qualité très bonne ;
CBR 128 kbit/s : qualité bonne ;
CBR 96 kbit/s :   qualité moyenne ;
CBR 64 kbit/s : qualité mauvaise.
Il est conseillé d'encoder en WMA avec un CBR de minimum de 160 kbit/s ou en VBR 90. Cette correspondance qualité théorique et débit en CBR vaut également pour les nouveaux codecs 9.1 et 9.2 sortis respectivement en 2004 et en 2006.